# TV Bahia
TV Bahia es una estación de televisión abierta brasileña con sede en Salvador, capital del estado de Bahía. Opera en el canal 11 (29 UHF TDT) y está afiliada a TV Globo. Es la cabecera de la Rede Bahia de Televisão, una cadena de televisión de cobertura del estado perteneciente y operada por el conglomerado del mismo nombre, compuesto por otras cinco estaciones en el interior del estado. Su señal terrestre, a través de la estación de Salvador y de repetidoras, llega a 133 municipios de Bahia. Actualmente, además de ser la emisora más vista en Salvador, tiene la mayor audiencia entre las emisoras de Globo en Brasil.
TV Bahia es la cuarta emisora de televisión más antigua de Bahia, habiendo iniciado oficialmente sus transmisiones diez meses después de recibir la concesión para el canal 11 VHF en Salvador del gobierno federal, el 10 de marzo de 1985. Fue inaugurada como afiliada de la Rede Manchete, iniciando sus operaciones con los equipos más modernos entre las televisoras del estado en la época. La afiliación a la red de Rio convirtió a TV Bahia en la emisora con mayor audiencia de Bahia.
Se asoció a la Rede Globo en 1987, tras un turbulento proceso de transición marcado por una larga disputa jurídica y política iniciada por los propietarios de TV Aratu. Con la afiliación a Globo, TV Bahia realizó la primera gran expansión de su programación local, lanzando tres ediciones del ya tradicional informativo BATVy su primer informativo matinal,Jornal da Manhã. La afiliación a la red de Rio convirtió a TV Bahia en la emisora con mayor audiencia de Bahia.

## Historia

### Rede Manchete (1985–1987)

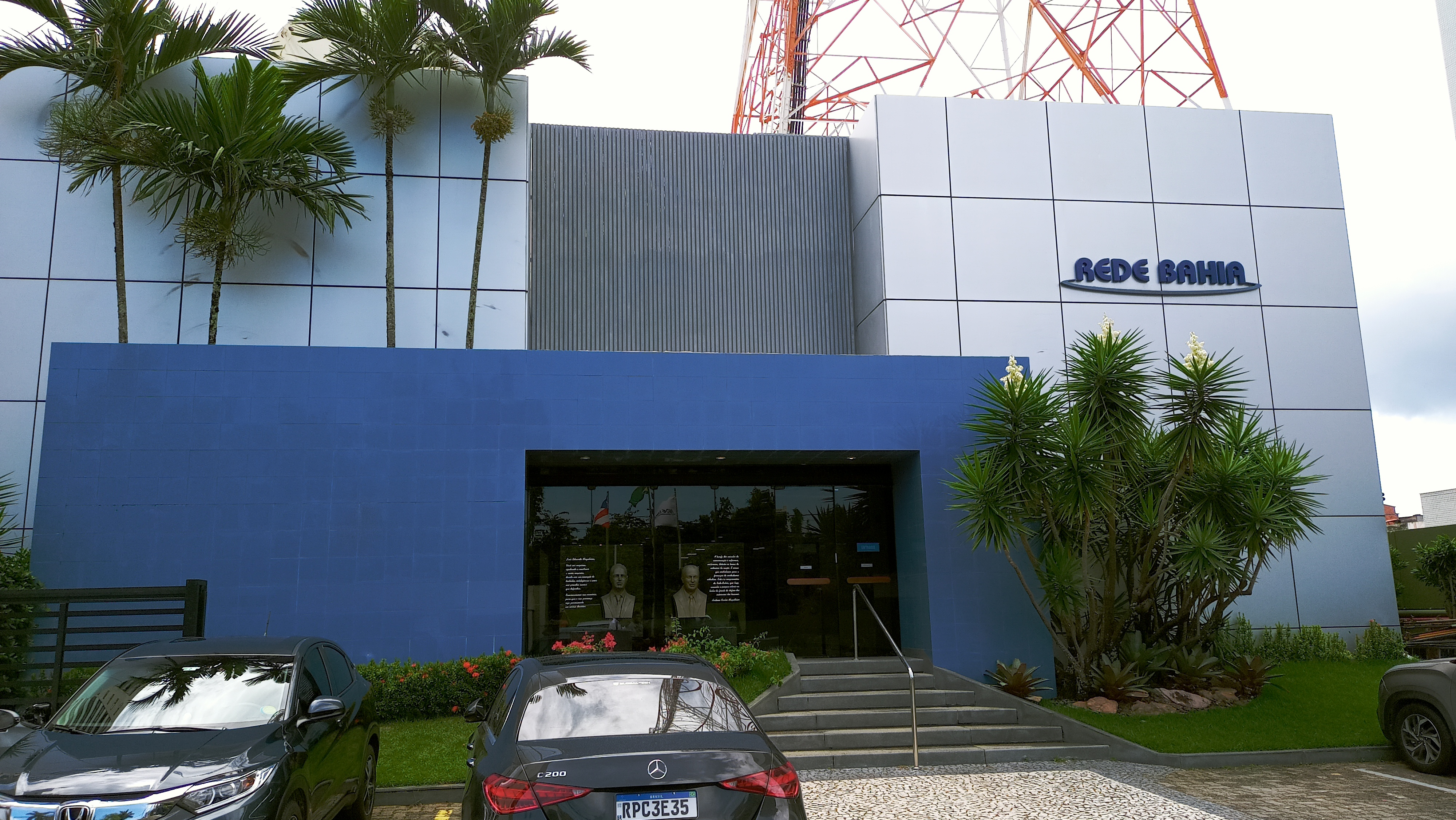
Edificio construido en 1985 en el barrio de Federação para albergar las instalaciones de TV Bahia; hoy es la sede de todas las empresas del grupo.

Televisão Bahia Ltda., la empresa operadora de TV Bahia, recibió la autorización para explorar el servicio de difusión de sonidos e imágenes el 7 de mayo de 1984, a través de un decreto del entonces presidente João Figueiredo. Inicialmente, los accionistas de la estación eran los empresarios ACM Júnior y César Mata Pires. La empresa responsable del premio también tenía como socios a Luís Eduardo Magalhães y Oscar Maron.

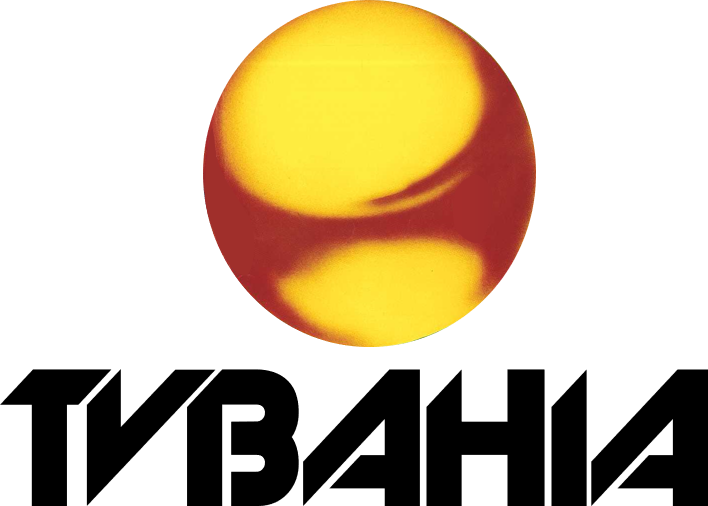
Primer logotipo de la estación, utilizado de 1985 a 1991. El símbolo representaba el sol, en referencia al eslogan Está nascendo um novo sol na Bahia (Un nuevo sol se levanta en Bahía), y en la primera imagen de TV Bahia, se derivaba de una de las esferas de los extremos de la "M", logotipo de la Rede Manchete.

En agosto del mismo año, sin embargo, se informó de que el Gobierno Federal estaba considerando revocar la concesión de la futura estación debido a la adopción de una postura crítica hacia el régimen por parte del ex gobernador Antônio Carlos Magalhães (pariente de parte de los accionistas de la empresa), lo que perjudicó las negociaciones de afiliación con Rede Manchete.
Sin embargo, el laudo se mantuvo y la creación de TV Bahia fue anunciada oficialmente al mercado el 9 de enero de 1985, en una cena celebrada en el Clube Bahiano de Tênis. El nuevo canal de televisión en Salvador sería el primer afiliado de la Rede Manchete en Bahia, y el acto incluyó un discurso de Rubens Furtado, entonces director general de la red de Río de Janeiro.
TV Bahia contaba con los equipos más modernos de la televisión bahiana de la época. En sus inicios, la emisora contaba con cinco islas de edición, equipos VT de última generación, un transmisor de 300 kW y la antena de TV más alta del Norte y Nordeste de Brasil. El 2 de febrero, día de la Fiesta de Iemanjá, TV Bahia realizó sus primeras operaciones experimentales en el canal 11 de VHF.
Inicialmente, TV Bahia iniciaría sus actividades el 28 de febrero de 1985, pero la inauguración se retrasó. Finalmente, la estación se inauguró el 10 de marzo de 1985, a las 18.45 horas, con la transmisión de una ceremonia que incluyó la presentación de Xuxa Meneghel, entonces líder del Clube da Criança en la Rede Manchete, y la presencia de varias autoridades como el gobernador João Durval Carneiro, el ex gobernador Antônio Carlos Magalhães, así como el arzobispo de Salvador y primado de Brasil, Dom Avelar Brandão Vilela.
Tras la ceremonia, se emitió el programa inaugural de TV Bahia: Bahia de Todos os Santos, un documental dirigido por el cineasta Nelson Pereira dos Santos. El primer programa local tras la inauguración de la emisora fue el programa periodístico deportivo Manchete Esportiva Bahia, una versión local del programa homónimo de la Rede Manchete, emitido en directo a las 12:30 horas del 11 de marzo de 1985 y conducido por Ivan Pedro.
TV Bahia inició sus actividades con cobertura en las ciudades de Feira de Santana (canal 8), Ilhéus (canal 13), Itabuna (canal 9), Jequié (canal 2) y Vitória da Conquista (canal 10). La programación se retransmitía para el interior del estado a través de estaciones repetidoras mantenidas por el Departamento de Telecomunicaciones del Estado de Bahía (Detelba), que utilizaban enlaces de microondas de Telebahia, la misma estructura utilizada por las demás emisoras de la capital.
En su primer año de existencia, TV Bahia logró importantes índices de ratings en Salvador. En el primer mes, Manchete Esportiva Bahia alcanzó varias veces el viceliderazgo, superando a lo tradicional Telesportes, de TV Itapoan. También en marzo, TV Bahia fue líder de audiencia en la noche de los martes. A lo largo del año, la emisora también alcanzó el viceliderazgo en varios programas, entre ellos Bahia em Manchete.

### TV Globo (1987–actual)
El 10 de noviembre de 1986, la Rede Globo oficializó la no renovación del contrato de afiliación con TV Aratu, su entonces afiliada desde 1969, determinando que la estación dejaría de emitir su programación el 20 de enero de 1987, tras el fin de la prórroga del acuerdo. La cadena ya había expresado a TV Aratu su intención de no mantenerla como afiliada el 24 de febrero de ese año, alegando insatisfacción existente desde 1984 por parte de Globo en relación con problemas técnicos y comerciales de la entonces filial bahiana. El canal elegido para sustituir a TV Aratu fue TV Bahia. Como la decisión final de Globo se produjo poco antes de la compra de NEC do Brasil por el Grupo Globo, en diciembre de ese año, un grupo de opositores a ACM, al que estaba vinculada TV Aratu, levantaran sospechas de que la decisión de Roberto Marinho era una forma de agradecer al ministro la supuesta facilitación de la operación, con el objetivo de intentar invertir la pérdida de afiliación. 
El 13 de enero de 1987, el diputado federal Luís Viana Neto, del entonces Partido del Movimiento Democrático Brasileño (PMDB), accionista de TV Aratu y miembro del grupo político del entonces gobernador Waldir Pires, fue a Brasilia con otros 19 diputados para quejarse ante el presidente José Sarney por la situación. El 15 de enero, el juez Luiz Fux, del 9º Tribunal Civil de Río de Janeiro, concedió a TV Aratu una medida cautelar que impide a TV Bahia retransmitir la señal de Globo. La medida cautelar fue anulada el 23 de enero, después de que TV Globo presentara un requerimiento ante el Tribunal de Justicia del Estado de Río de Janeiro para garantizar la transmisión de su programación por parte de TV Bahia. A las 17:58 horas, TV Bahia inició la retransmisión de Globo, después de emitir un comunicado informando sobre la nueva afiliación, que también fue anunciada oficialmente en la edición de esa noche del Jornal Nacional. TV Aratu, sin embargo, ignoró la decisión, lo que significó que el público bahiano tuvo dos opciones de canales para ver Globo durante tres días consecutivos en todo el estado.
Por orden del Departamento Nacional de Telecomunicaciones (DENTEL), TV Aratu se vio obligada a dejar de emitir la programación de Globo el 26 de enero. La estación comenzó entonces a emitir la programación de Rede Manchete, y continuó en los tribunales tratando de anular la orden judicial de Globo. El 31 de marzo, los jueces Jorge Loretti, Narciso Pinto y Astrogildo Freitas, de la 5ª Cámara Civil de Río de Janeiro, suspendieron la medida cautelar de Globo tras juzgar que la cadena presentó el recurso fuera de plazo. TV Aratu volvió, después de 64 días, a retransmitir Globo, pero TV Bahia no cumplió la orden de inmediato y volvieron a emitir la misma programación. Sin embargo, el 4 de abril, TV Bahia volvió a retransmitir la programación de Manchete. La batalla legal duró tres meses más, hasta que el 6 de julio, el juez Nicolau Mary Júnior concedió la medida cautelar a favor de Globo, y TV Bahia reanudó definitivamente la retransmisión de la cadena carioca.
En junio de 1990, al acercarse el periodo electoral en Bahía, varios candidatos a diputados estatales y federales instalaban sistemas de antenas parabólicas piratas en poblaciones del interior del estado que no disponían de estaciones repetidoras, para insertar, en los intervalos y espacios locales de la programación nacional de Rede Globo, anuncios irregulares de sus candidaturas. La práctica llevó a TV Bahia a instalar un sistema de transcodificación que impedía la retransmisión no autorizada de la señal de Globo.
Con el reposicionamiento del Grupo TV Bahia, que asumió la nomenclatura Rede Bahia el 2 de julio de 1998, TV Bahia pasó a ser la cabecera de la Rede Bahia de Televisão, liderando oficialmente las cinco emisoras afiliadas a la Rede Globo en el interior. Dos meses antes, parte de las acciones de TV Subaé, en Feira de Santana, habían sido adquiridas por el conglomerado, lo que hizo que la emisora pasase de afiliada a sucursal de la red liderada por TV Bahia desde 1988 (cuando se inauguró TV Santa Cruz, en Itabuna).
El 23 de junio de 2000, el operador DTH Sky comenzó a emitir la programación de la estación, que se convirtió en el quinto miembro de Globo en utilizar esta tecnología, después de las filiales de la cadena en Belo Horizonte, Río de Janeiro y São Paulo, así como la afiliada de Río Grande del Sur, RBS TV. Un año después, debido a la polémica por la falta de imágenes de TV Bahia en la cobertura de la Passeata del 16 de mayo, una protesta estudiantil contra ACM, se difundieron rumores en la prensa de que el canal perdería su afiliación con la red de Río de Janeiro debido a una supuesta desestabilización en la relación entre los grupos. La medida, sin embargo, fue desmentida por Globo, que ratificó tener una buena relación con Rede Bahia y renovó el contrato con el grupo baiano el 21 de junio.

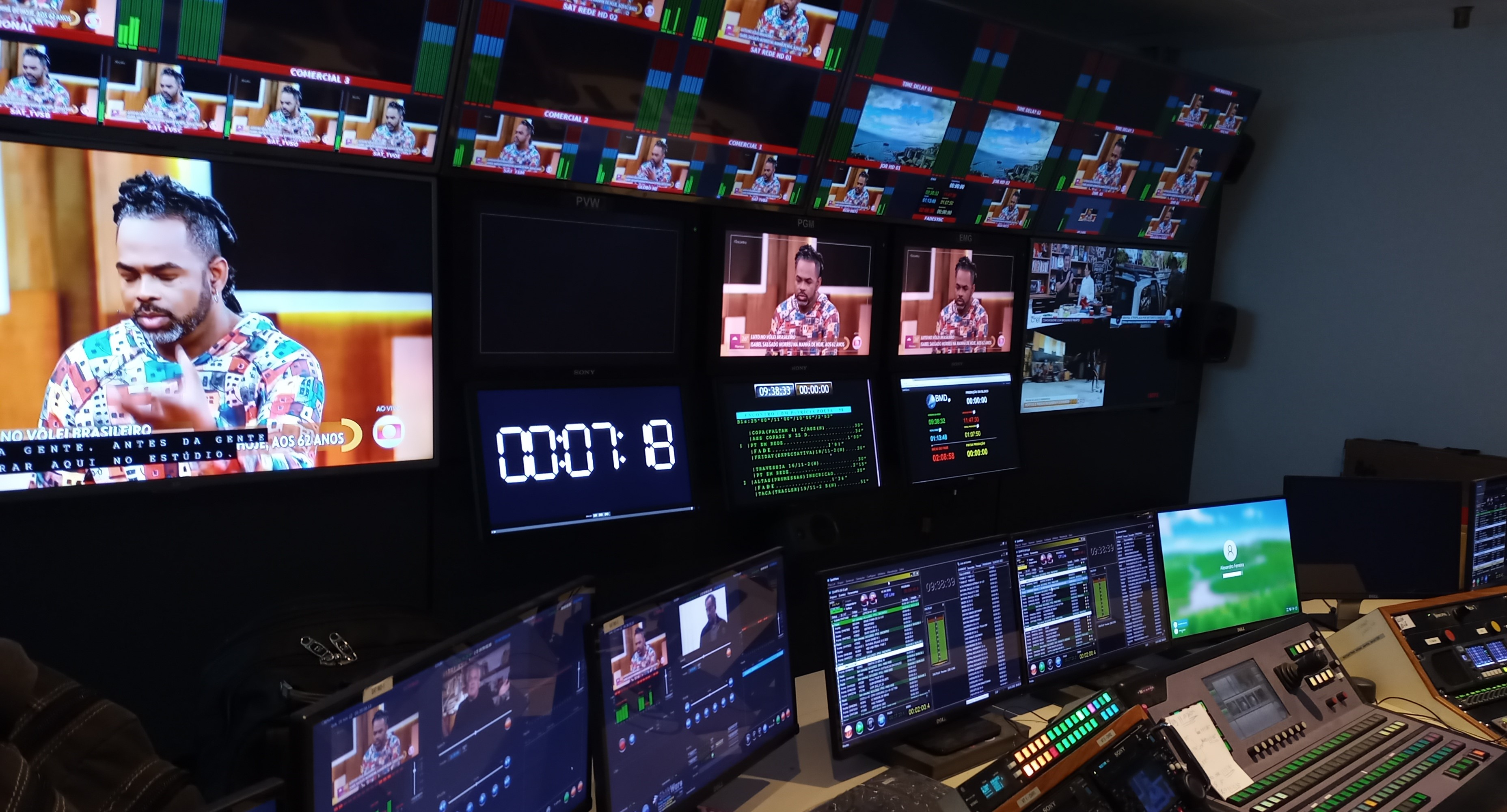
Control maestro de TV Bahia en 2022.

En 2008, los accionistas de TV Bahia entablaron una disputa por el control de la estación, la red de televisión que encabeza y el conglomerado de comunicación. En junio de 2012, cuatro años después de haber sido derrotado por ACM Júnior, que seguía siendo presidente del grupo, César Mata Pires vendió su participación en la empresa al Grupo EP, propietario de EPTV, también afiliada de TV Globo. En medio de los conflictos internos, se invirtieron cerca de 9 millones de reales en un nuevo transmisor, una nueva antena, instalada a 160 metros de altura, y un nuevo master, para adaptar la emisora a los estándares tecnológicos de la televisión digital.
En la edición 2014 del Premio Nacional de Programación, convocado por la Rede Globo, TV Bahia fue premiada como la emisora con mayor audiencia entre las afiliadas de la red carioca en todo Brasil. En el mismo premio, fue reconocida por la convocatoria de la transmisión del partido entre Juazeirense y Juazeiro, considerada la mejor de su tipo entre los asociados de la red, y por el programa Mosaico Baiano, que fue uno de los tres mejores programas regionales online del año.
En mayo de 2019, Rede Bahía llevó a cabo el despido de varios periodistas y otros empleados de TV Bahia. El motivo serían las pérdidas que el grupo experimentó en 2018. Empleados del Centro de Documentación (CEDOC) y del equipo de marketing fueron despedidos, así como la veterana periodista Anna Valéria, que llevaba 31 años en la estación. Ese mismo año, en diciembre, TV Bahia empezó a emitir su programación en directo a través de Globoplay, la plataforma de streaming del Grupo Globo.
El 4 de enero de 2023, TV Bahia anunció nuevos cambios en los cargos directivos, que entraron en vigor el 1 de abril. Eurico Meira da Costa dejó la Rede Bahia después de cinco años, siendo sustituido por la gerente de periodismo Ana Raquel Copetti, que pasó a ser directora de periodismo. El sector deportivo deja de estar vinculado al periodismo, pasando a formar parte del área de programación (responsable de la producción de programas de entretenimiento). El gerente de deportes Alexandre Boyd se convirtió en director de Programación, Entretenimiento y Deportes, en sustitución de Carlyle Ávila, que también dejó la emisora.
En marzo de 2023, ya recuperada de los problemas financieros y de audiencia causados por una buena fase de la competidora RecordTV Itapoan (canal 5), TV Bahia se convirtió en una de las tres emisoras más vistas de TV Globo en Brasil, según la medición de Kantar IBOPE Media. La estación bahiana alcanzó la tercera mayor audiencia entre afiliadas y filiales, sólo por detrás de la generadora de la red, TV Globo Rio de Janeiro, y de RBS TV Porto Alegre. Los programas locales más destacados exhibidos por la estación fueron los informativos Jornal da Manhã y Bahia Meio Dia, además de la reposición de O Rei do Gado en Vale a Pena Ver de Novo y la telenovela de las siete Vai na Fé, respectivamente.El 6 de diciembre, TV Bahía fue premiada por TV Globo como la emisora de mayor audiencia de la red, superando a todas las que forman parte del Panel Nacional de Televisión (PNT) de Kantar IBOPE Media.

## Señal digital
| Canal virtual | Canal digital | Resolución de pantalla | Programación                     |
| ------------- | ------------- | ---------------------- | -------------------------------- |
| 11.1          | 29 UHF        | 1080i                  | Programación de TV Bahia / Globo |

TV Bahia inició sus transmisiones digitales en el canal 29 de UHF en noviembre de 2008, en tempo de prueba, habiendo lanzado oficialmente la señal el 1 de diciembre, cuando recibió la autorización mediante un decreto publicado por el Ministerio de Comunicaciones en el Diario Oficial de la Unión. Con ello, la estación se convirtió en pionera de las transmisiones digitales terrestres en Salvador, en Bahía y en el Norte e Nordeste de Brasil, convirtiendo a la capital baiana en la séptima ciudad en recibir TDT en Brasil, exactamente un año después del lanzamiento oficial de la tecnologia en el país. El 25 de noviembre de 2013 comenzó a emitir sus noticieros locales en alta definición.

### Transición a la señal digital
Con base en el decreto federal para la transición de las emisoras de televisión brasileñas de la señal analógica a la digital, TV Bahia, al igual que las demás estaciones de Salvador, cesó sus emisiones en el canal 11 VHF el 27 de septiembre de 2017, siguiendo el calendario oficial de la Agencia Nacional de Telecomunicaciones (ANATEL). La emisora realizó la transmissión local del partido final de la Copa de Brasil de ese año, narrado por Thiago Mastroianni, así como de entradas en directo desde el master de la estación con la reportera Giana Mattiazzi, que mostró la interrupción de la señal a las 23h59 tras la conclusión del partido, que fue sustituida por un aviso del Ministerio de Ciencia, Tecnología, Innovación y Comunicaciones (MCTIC) y de ANATEL sobre el apagón.

## Programas
Además de retransmitir la programación nacional de TV Globo, TV Bahia produce y exhibe actualmente los siguientes programas:
- Jornal da Manhã: Noticiero, con Camila Oliveira y Ricardo Ishmael;
- Bahia Meio Dia: Noticiero, con Jessica Senra y Vanderson Nascimento;
- Globo Esporte Bahia: Periodístico deportivo, con Danilo Ribeiro;
- G1 em 1 Minuto Bahia: Boletín informativo, con Malu Vieira y Valma Silva (en rotación);
- BATV: Noticiero, con Fernando Sodake;
- Jornalismo Rede Bahia: Boletín informativo, con Fernando Sodake;
- Conexão Bahia: Programa de variedades, con Aldri Anunciação;
- Bom Dia Sábado: Noticiero, presentado por Müller Nunes;
- Mosaico Baiano: Programa de variedades, con Luana Souza y Pablo Vasconcelos;
- Bahia Rural: Periodístico sobre la agropecuaria, con Georgina Maynart;
- Diga Aí: Talk show, con Jessica Senra (emitido por temporada).

Otros programas formaban parte de la programación de la emisora y fueron suprimidos:
- A Palavra é Sua
- Arerê Geral
- Aprovado
- Bahia Agora
- Bahia Comunidade
- Bahia Debate
- Bahia em Manchete
- Bahia Esporte
- BATV 1ª Edição
- Bons Negócios
- FMTV Bahia
- Manchete Esportiva Bahia
- Michelle Marie Entrevista
- Na Carona
- Rede Bahia Revista
- Sente o Som

### Periodismo
El teleperiodismo de TV Bahia comenzó con Bahia em Manchete, un noticiero emitido a las 19h15, que se estrenó el 11 de marzo de 1985 y fue presentado por el ex-periodista de Rede Globo, Paulo Gil. En la sección de deportes, el primer programa fue Manchete Esportiva Bahia, presentado por Ivan Pedro. Tres meses después se incorporó a la estación un nuevo programa: Bahia Debate, presentado por Ney Gonçalves Dias, periodista de la Rede Manchete en aquella época. En el programa, que se emitía los jueves, entrevistó a los candidatos a la alcaldía de Salvador en las elecciones municipales de ese año. En julio de 1986, la periodista Kátia Guzzo (entonces presentadora de Mulher Total en TV Itapoan, canal 5, en ese momento afiliada al SBT) fue contratada para presentar el primer informativo por la tarde del canal, Bahia Agora, junto con el periodista Paulo Brandão.
En la noche del 23 de enero de 1987, poco después del inicio de la afiliación con Globo, TV Bahia estrenó BATV 2ª Edição, que, al igual que Bahia em Manchete, fue presentada por Paulo Gil. También se estrenó BATV 3ª Edição, emitido de madrugada y presentado por Paulo Brandão. Al día siguiente, el 24 de enero, BATV 1ª Edição, presentado por Cristina Barude, sustituyó a Bahia Agora. El mismo día, Manchete Esportiva Bahia fue sustituido por el bloque local de Globo Esporte, con una duración de 3 minutos. La primera producción matinal de TV Bahia, Jornal da Manhã, presentada por Kátia Guzzo, se emitió por primera vez el 26 de enero.
El 27 de enero de 1989, un avión que transportaba a un equipo periodístico de TV Bahia, compuesto por la reportera Anna Valéria, el camarógrafo Robson Barros y el auxiliar Alberto Luciano Valente, se estrelló poco después de despegar en el aeropuerto de Bom Jesus da Lapa, chocó contra una casa abandonada y un árbol de umbu y se incendió. El equipo regresaba a Salvador después de cubrir, en Correntina, el entierro de 18 víctimas de un accidente entre dos camiones en Brasilia. En la aeronave viajaban también un equipo del diario Correio da Bahia y el diputado estatal José Rocha. Los ocho ocupantes resultaron heridos, pero ninguno murió.
El Jornal da Manhã sufrió su primer cambio de presentadores cuatro años después de su debut, en 1991, cuando Kátia Guzzo fue sustituida por Regina Coeli. El matinal tuvo una doble presentación en 1993, cuando Regina fue acompañada por Casemiro Neto. También en 1993, TV Bahia relanzó Bahia Agora, esta vez emitido en dos ediciones, en los espacios de Jornal da Manhã y BATV 1ª Edição. Los noticieros eran presentadas por los respectivos presentadores de los informativos sustituidos en cada edición. En julio de 1995, el informativo se reformuló y volvió a emitirse sólo por la tarde, adoptando el formato de un magazine de variedades. Era presentado por la periodista Anna Valéria.

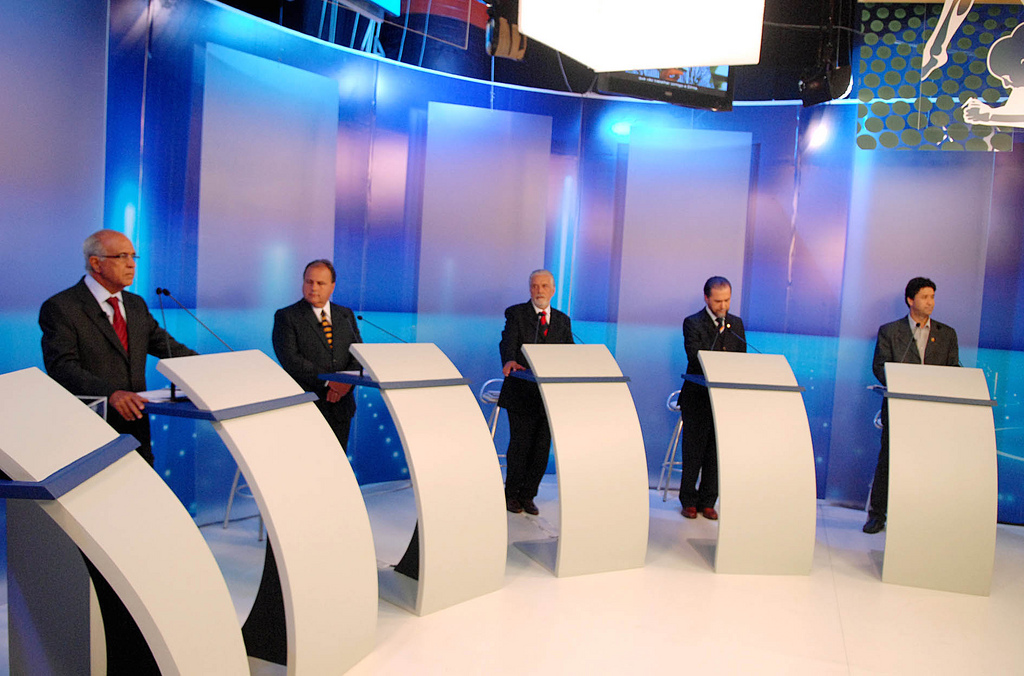
Debate electoral televisado por TV Bahia entre candidatos al gobierno del estado en 2010.

En 1993, equipos periodísticos de TV Bahia estuvieron implicados en al menos dos episodios polémicos relacionados con el ex gobernador Nilo Coelho, también miembro del grupo opositor de ACM y propietario de TV Aratu. El 21 de mayo de 1993, el reportero Robson do Val y el camarógrafo Carlos Eduardo de Oliveira cubrían la declaración de Nilo en la sede de la Policía Federal en Salvador. El político respondía a las acusaciones de haber calumniado a ACM en una entrevista concedida a TV Aratu el 4 de agosto de 1990, durante el periodo electoral. Cuando Nilo entraba en la sede de la PF, su abogado, el ex secretario de Justicia Marcelo Duarte, empujó a Carlos Eduardo, que se desequilibró y cayó de una escalera con la cámara.
El mismo día, al salir de la sede de la Policía Federal, Nilo Coelho atropelló al fotógrafo Marcelo Tinoco, del Correio da Bahia, periódico del Grupo TV Bahia. El ex gobernador huyó sin prestar ayuda. El incidente también fue registrado por TV Bahia, que dedicó gran parte de la edición de BATV de aquel día al incidente, incluyendo las repercusiones del caso entre miembros de la prensa y políticos de Bahia. En esa ocasión, tres partidarios de Nilo - entre ellos el alcalde de Bom Jesus da Lapa, Arthur Maia, y el diputado estadual Calmito Fernandes - agredieron con patadas a un equipo de transmisión, esta vez formado por Casemiro Neto, un camarógrafo y su asistente.
En 1994, la cobertura informativa de TV Bahia se vio envuelta en nuevas polémicas debido al control de la emisora por parte de la familia Magalhães. Después de que las encuestas indicaran la impopularidad de la gestión, la alcaldesa de Salvador y opositora del gobernador ACM, Lídice da Mata, criticó a la estación por mostrar reportajes sobre los problemas de la administración de la ciudad. Según las acusaciones de la alcaldesa, la cobertura de los problemas de la ciudad se hizo con la intención de minar su popularidad "lavando el cerebro" a la población. En 2001, el director de periodismo, Carlos Libório, negó que TV Bahia hubiera tratado injustamente a la gestora, recordando ocasiones en que ella había tenido espacio para aclaraciones en la estación.
Con el lanzamiento de la candidatura del entonces presentador Emmerson José a concejal de Salvador en las elecciones municipales de 1996, Kátia Guzzo lo sustituyó en BATV 2ª Edição. Regina Coeli ocupó el lugar de Kátia en BATV 1ª Edição. A principios de 1997, Regina dejó TV Bahia para trabajar en el periódico A Tarde, y fue sustituida por Casemiro Neto. El 25 de agosto de 1997, se estrenó Bahia Meio Dia, que sustituyó a Bahia Agora y BATV 1ª Edição. El nuevo informativo reunió a los presentadores de ambos programas y contó también con los comentarios de Genildo Lawinscky. Al año siguiente, el Jornal da Manhã también sufrió cambios. La entonces presentadora Denis Rivera, que estaba en el informativo desde 1996, fue sustituida por la periodista Patrícia Nobre, que se había trasladado de TV Verdes Mares, de Fortaleza.
TV Bahia fue la primera emisora de televisión del estado en contar con un helicóptero en la cobertura periodística. La aeronave, que comenzó a utilizarse durante la cobertura del carnaval en febrero de 1999, se denominó BahiaCop, y se utilizó en boletines de tránsito en directo, así como en reportajes y coberturas que requerían imágenes aéreas. El 29 de agosto de 1999, se estrenó el informativo Bahia Rural, los domingos, con noticias sobre la agroindustria y las costumbres del interior de Bahia. Fue presentado por Valber Carvalho. En el mismo año, Bahia Agora volvió a la programación, esta vez como un boletín informativo mostrado durante las pausas publicitarias, y permaneció en la programación hasta 2001.
En 2000, la periodista Fabiana Ferraz fue transferida de TV Norte, en Juazeiro, a TV Bahia, y pasó a compartir la mesa de noticias con Casemiro Neto en Bahia Meio Dia. Un año después, Bahia Meio Dia cambió de presentadores, y el puesto de Fabiana Ferraz fue ocupado por Paula Trainer, transferida de GloboNews en 1998. Ella permaneció en el informativo y en la emisora hasta agosto de 2003, cuando fue sustituida por Patrícia Nobre. En el mismo mes, Adriana Quadros (entonces en Itapoan FM) sustituyó a Patrícia en el Jornal da Manhã.
Tras 23 años dirigiendo el periodismo de TV Bahia, el periodista Carlos Liborio se jubiló y dejó el cargo el 13 de marzo de 2008. Fue sustituido por Roberto Appel, ex gerente de periodismo de RBS TV, afiliada de Globo en Rio Grande del Sur. Dos meses después del cambio, el 5 de mayo de 2008, se produjeron nuevos cambios en los informativos de la cadena: el Mediodía de Bahía volvió a ser presentado por dos presentadores; a Patrícia Nobre, que presentaba sola el informativo tras la marcha de Casemiro Neto (que había debutado en TV Aratu el 25 de febrero), se unió el periodista Jony Torres (transferido de TVE Bahía). En BATV, Jefferson Beltrão (transferido de TV Itapoan) compartió la mesa de noticias con Kátia Guzzo.
En agosto de 2009, Adriana Quadros fue recontratada por TV Itapoan, y fue sustituida por Georgina Maynart en el Jornal da Manhã. El 3 de diciembre de 2010, debido a cambios en la programación de Globo que incluyeron la ampliación del Jornal da Manhã, que pasó a emitirse a las 7:30 de la mañana, Bahia Agora fue emitida por última vez con el formato de noticiero fijo en la parrilla y volvió al formato de boletín informativo.
Durante las elecciones municipales de 2012, el 21 de julio, se anunció que el entonces candidato a la alcaldía de Salvador, Nelson Pelegrino (PT), presentaría una demanda contra TV Bahía, acusándola de beneficiar al entonces candidato ACM Neto (DEM) en un reportaje que hablaba del quinto aniversario de la muerte del senador Antônio Carlos Magalhães, mostrado en la edición del día anterior del noticiero Bahia Meio Dia, debido a que había sido entrevistado y participado en el reportaje. Sin embargo, el 3 de agosto, el tribunal electoral juzgó la acusación como "infundada". Según la jueza de la 18ª Zona Electoral, Ángela Bacellar Batista, no hubo violación de la isonomía, ya que el entonces candidato Mario Kertész (PMDB), que aspiraba al mismo cargo electivo, también fue entrevistado y participó en el reportaje.

"El mero hecho de que, en particular, la estación de televisión pertenece a la familia del candidato no implica una ofensa contra el principio de isonomía y, en este caso, el reportaje se incluye dentro de la libertad de prensa, esencial para el estado democrático de derecho, cuya divulgación de la manifestación de los presentes en la solemnidad, el objetivo del reportaje, no puede confundirse con la prohibición del artículo 45 de la Ley 9.504/97".
Ângela Bacellar Batista

Durante el carnaval de 2014, TV Bahia volvió a disponer de un helicóptero para la cobertura informativa, estrenando RedeCop. La aeronave prestó servicios a la emisora hasta el 30 de junio de 2016, cuando se rescindió el contrato con la empresa paulista Time News, responsable del equipo. Al igual que otras afiliadas que emitían programación local justo después de Fantástico los domingos, la última edición del programa periodístico Rede Bahia Revista, producido desde 1998, se emitió el 18 de enero de 2015. El programa dejó la programación debido a cambios en la programación de Rede Globo para la franja horaria.
El 20 de febrero se hicieron otros cambios. Camila Marinho regresó de su licencia de maternidad, que había comenzado en septiembre de 2014, y debutó en la conducción de BATV en lugar de Kátia Guzzo, que pasó a ser reportera especial de la emisora un mes después. Con esto, Silvana Freire se mantuvo en Bahia Meio Dia, que ya venía presentando en lugar de Camila. El 2 de marzo de 2015, después de siete años, Jefferson Beltrão fue despedido de la emisora, y Camila pasó a presentar BATV en solitario. La reportera Jessica Smetak, que presentaba provisionalmente el Jornal da Manhã, se quedó también al frente del informativo. El 2 de marzo de 2015, después de siete años, Jefferson Beltrão fue despedido de la emisora, y Camila pasó a presentar BATV sola.
En 2017, TV Bahia, hasta entonces líder absoluta de audiencia también en las primeras horas de la tarde, pasó a competir directamente, en las mediciones de Kantar IBOPE Media, con RecordTV Itapoan, en la franja informativa de Balanço Geral BA. Ese mismo año, con el objetivo de reformular la gestión del departamento y mejorar sus índices, Rede Bahia contrató a Eurico Meira da Costa (anteriormente empleado en NSC TV) como director de periodismo, tras la jubilación de Roberto Appel. Una de las principales acciones tomadas por la dirección para mejorar la audiencia del canal a la hora del almuerzo comenzó el 26 de noviembre de 2018: la eliminación del programa Bem Estar de la programación diaria para permitir el aumento de la duración de Bahia Meio Dia, que pasó a ser iniciado de 30 a 15 minutos antes que los demás noticieros locales de la tarde de las afiliadas de Rede Globo. La razón sería la baja audiencia de algunos programas nacionales, que acabó perjudicando la programación local de la red.
El 26 de febrero de 2018, la emisora cometió una gaffe al mostrar accidentalmente el cuerpo de un hombre muerto en Jornal da Manhã. La acción no es común en la línea editorial de la emisora. En la ocasión, Vanderson Nascimento, en un enlace en directo, hablaba de un cuerpo que había sido encontrado en la Avenida Vasco da Gama, en Salvador. Junto a él, en el fondo de la imagen, apareció el cadáver, que permaneció en la pantalla durante 40 segundos, cuando fue alertado y se colocó delante del cuerpo, para que saliera del encuadre de la cámara. João Gomes, entonces director ejecutivo de televisión de Rede Bahia, calificó el hecho de "error humano", afirmando también que la ocurrencia no estaba relacionada con la audiencia del informativo: "En esa franja horaria, TV Bahia lidera IBOPE de arriba abajo durante una hora y media".
Para que Bahia Meio Dia fuese más competitivo frente a la concurrencia, TV Bahia contrató, el 7 de marzo de 2018, a la periodista Jessica Senra (entonces presentadora de RecordTV Itapoan) para presentar el informativo. Ella debutó dos meses después, el 7 de mayo, junto con varios cambios en el formato. El debut de Jessica contribuyó a que el informativo alcanzara el liderazgo de audiencia en el mes, llegando a los 15 puntos de media. Con el cambio en la tarde, Fernando Sodake, entonces presentador del programa, fue transferido a BATV, sustituyendo a Camila Marinho, que se despidió emotivamente de los telespectadores el 4 de mayo. Silvana Freire se convierte en presentadora eventual, habiendo vuelto a la titularidad de un programa el 25 de agosto de 2018, con el estreno del matinal Bom Dia Sábado.
Después de dos décadas de trabajo en la casa, el 4 de junio de 2019, Valber Carvalho terminó su contrato con TV Bahia. La emisora anunció una nueva versión de Bahía Rural, con nuevos escenarios y gráficos, presentada por Georgina Maynart (que ya estaba en el equipo del programa como reportera) y José Raimundo, reportero de la estación conocido por hacer reportajes especiales para programas de la red como Globo Repórter.
En 2020 y 2021, el periodismo de la emisora perdió nombres que se destacaban en la programación. Tras la dimisión de Silvana Freire, el 10 de enero de 2020, Bom Dia Sábado pasó a ser presentado en un esquema de rotación. El 5 de enero de 2021, Jony Torres y Raphael Marques fueron despedidos. Dos días después, José Raimundo sorprendió al público al anunciar en sus redes sociales el fin de su contrato con TV Bahia, después de 31 años.
En medio de las celebraciones de los 10 años de la versión bahiana del portal G1, el 31 de marzo de 2021, TV Bahia estrenó la edición local del boletín G1 em 1 Minuto. El noticiero de 1 minuto de duración destaca las noticias de G1 Bahia, presentado por Gabriel Gonçalves, reportero del portal. Poco después, a partir del 19 de abril, el boletín empezó a ser presentado en rotación por Gabriel e Itana Alencar, también reportera de G1 Bahia.
El 12 de diciembre de 2021, Camila Marinho, acompañada por el camarógrafo Cleriston Santana, fue agredida por partidarios y miembros del equipo de seguridad del presidente Jair Bolsonaro mientras intentaba cubrir su visita a la ciudad de Itamaraju, en el extremo sur de Bahía, durante las fuertes lluvias que causaron daños en la ciudad y en la región. El secretario de Obras de la municipalidad, Antonio Charbel, le dañó el micrófono. Ella también fue víctima de un intento de estrangulamiento por parte de uno de los guardias de seguridad, además de robarle una riñonera, que luego fue recuperada por otro colega. Los reporteros Xico Lopes y Dário Cerqueira, de TV Aratu, se encontraban junto a reporteros de TV Bahia, y también fueron agredidos. El caso fue reflejado incluso en noticieros nacionales de TV Globo que repudiaron las agresiones contra ambos equipos. Rede Bahia también divulgó una nota repudiando la acción.
El 28 de septiembre de 2023, TV Bahia anunció, en un evento de Rede Bahia para el mercado, el estreno de los programas Onde Tem Bahia, presentado por el reportero Eduardo Oliveira, y Diga Aí, presentado por Jessica Senra. El primer programa, que destaca las exportaciones bahianas, se estrenó el 1 de octubre y se emitió después de Fantástico, en dos episodios. El programa de Jessica, por su parte, es un talk show con auditorio, que se estrenó el 26 de noviembre.

### Entretenimiento

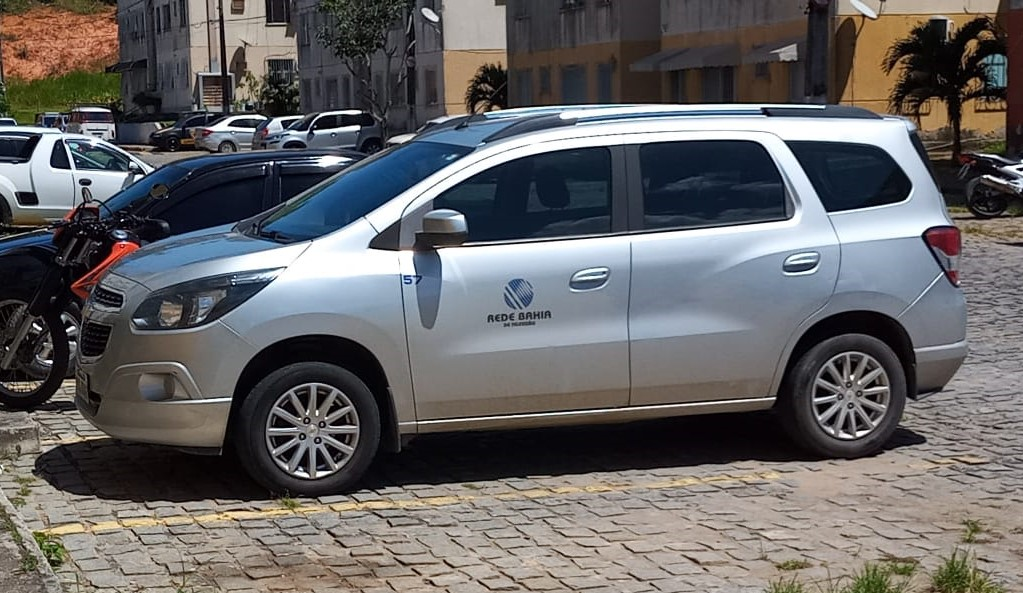
Chevrolet Spin de TV Bahia en un reportaje para el programa Mosaico Baiano en São Cristóvão, Salvador.

TV Bahia emite dos programas de variedades los sábados. Conexão Bahia trata temas relacionados con la cultura y la vida cotidiana de los bahianos, y es conducido por Aldri Anunciação. Y Mosaico Baiano, conducido por Luana Souza y Pablo Vasconcelos, muestra curiosidades, clips, documentales, series especiales, consejos de cine, entre otros.
TV Bahia fue la primera filial de la Rede Globo en producir una telenovela local. Titulada Danada de Sabida, la atración estrenou el 7 de enero de 1997. Exhibida exclusivamente en el estado, la producción se inspiró en el libro Já Podeis da Pátria Filhos, del escritor João Ubaldo Ribeiro, y fue grabada en las ciudades de Cachoeira, São Francisco do Conde y São Gonçalo dos Campos.
Ya formaron parte de la programación el programa de entrevistas Michelle Marie Entrevista (presentado por Michelle Marie Magalhães y con reportaje de Wagner Moura), el programa de auditorio Arerê Geral (presentado por Jackson Costa y Flávia Mendonça, y dirigido por Fernando Guerreiro), estrenado el 18 de enero de 2001, y Na Carona (presentado por Liliane Reis).
El 9 de septiembre de 2017, Aprovado, presentado por Jackson Costa, se extinguió tras 16 años en antena. En su lugar, el 16 de septiembre de butó Conexão Bahia, presentado por Renata Menezes y Aldri Anunciação, con un formato similar al de su predecesor. Renata dejó el programa y la emisora el 18 de febrero de 2019.
El 5 de enero de 2019 se emitió la primera edición del programa musical Sente o Som, presentado por Camila Marinho y dirigido por Marcela Amorim. Los siete programas de la primera temporada contaron con entrevistas a artistas bahianos y actuaciones musicales. Ese mismo año, se emitieron cuatro ediciones del programa en Portugal, como parte de la programación especial de carnaval del canal de suscripción Globo Now. En el país, la atracción se emitió del 26 al 28 de febrero, a las 20:50.
Durante las fiestas de junio de 2020, la emisora fue criticada por elegir a Léo Santana, cantante de pagode, para actuar en el especial São João do Nordeste, de Globo Nordeste. Artistas de diferentes géneros musicales criticaron la decisión. En un comunicado, TV Bahia afirmó que dio espacio a varios otros artistas durante su programación de junio, a través de "programas especiales, reportajes y entrevistas sobre São João".
Durante el año 2020, TV Bahia produjo varias atracciones especiales, emitidas los sábados. La primera producción de la estación fue el programa Sessão Pet, conducido por Pablo Vasconcelos y su perra "Lilica", que consistía en contenidos sobre el cuidado de las mascotas, así como historias de dueños con sus mascotas. Estrenado el 24 de octubre, tuvo tres episodios. El 28 de noviembre, Na Carona volvió a la parrilla después de 13 años de su extinción, en un formato de especial. También conducido por Pablo Vasconcelos, el programa de relanzamiento estuvo dedicado a la ciudad de Porto Seguro.
El 11 de diciembre de 2020, el programa especial Conversa Preta, dedicado a debates sobre racismo y representatividad y producido por profesionales negros de Rede Bahia, ganó el premio al "mejor programa especial regional" entre las atracciones del género producidas por las filiales de Rede Globo. La producción competía con programas de TV Sergipe y Rede Amazônica. La primera temporada del programa se había emitido en agosto y la segunda entre octubre y diciembre de 2021.
En el mismo evento en el que se anunciaron los nuevos programas del departamento de periodismo de la emisora para el segundo semestre de 2023, el 28 de septiembre, TV Bahia también reveló el estreno del programa Timbrown. La atracción es un concurso de percusión en formato de reality show, presentado por el cantante Carlinhos Brown y la periodista Luana Souza. El estreno tuvo lugar el 11 de noviembre y se emitirá, además de en Rede Bahia, en el canal de suscripción Multishow.

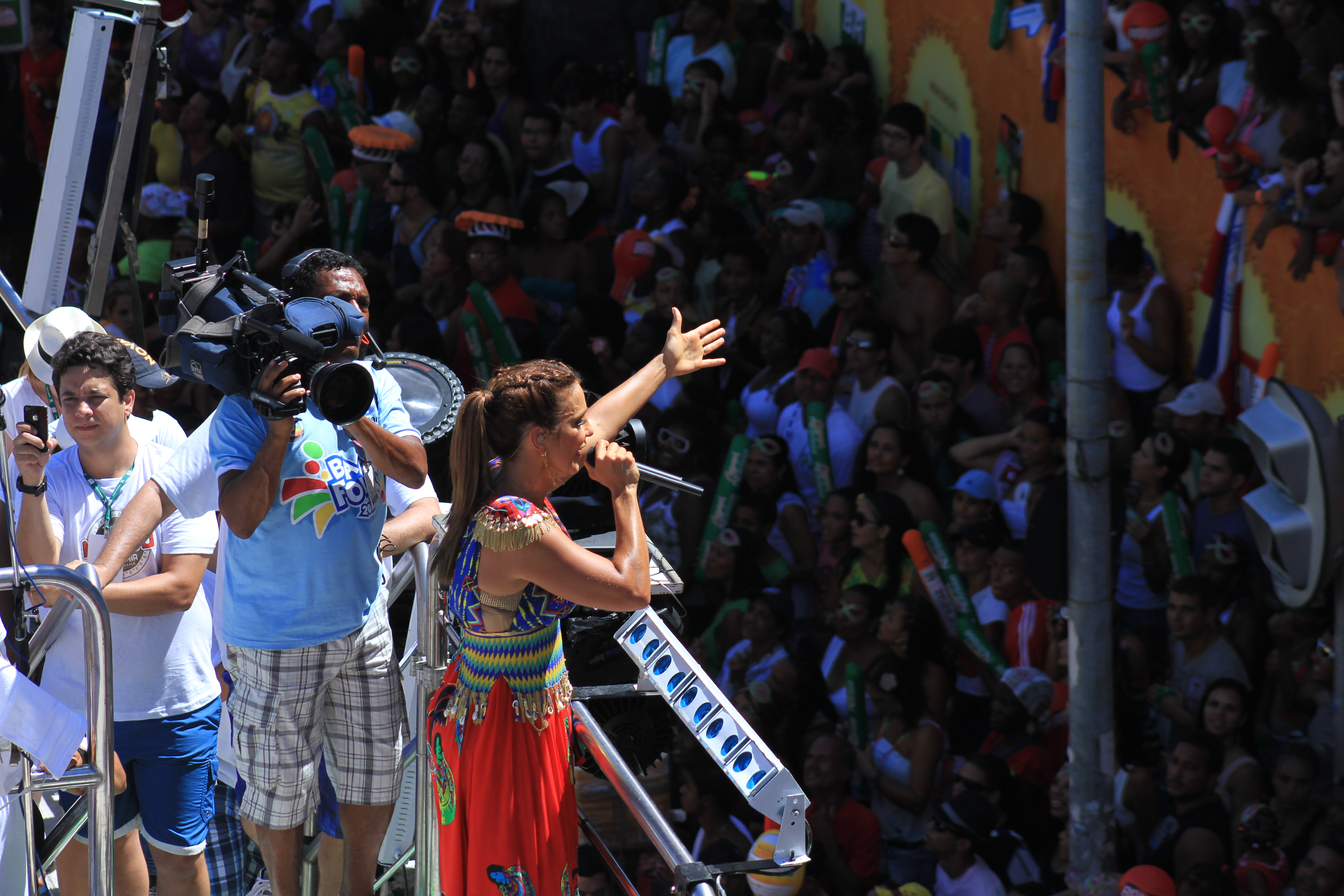
Camarógrafo de Bahia Folia durante la presentación de Ivete Sangalo por el Bloco Coruja en el circuito Osmar, en Salvador.

### Transmisiones especiales
TV Bahia cubre atualmente el Carnaval de Salvador, en febrero o marzo, con la transmisión del especial Bahia Folia, ocupando varios espacios de la programación de TV Globo y de la programación local en el período, además de participaciones en la red nacional. Desde 1994, la estación promueve el Troféu Bahia Folia, que elige por votación popular la música de mayor éxito del carnaval de Bahia.
La estación también transmitió, entre 1999 y 2014, el Festival de Verano de Salvador, promovido por iContent, que forma parte de Rede Bahia. En 2015, el evento pasó a ser exhibido por el canal de suscripción Multishow, sin embargo TV Bahia aún promueve el evento en su programación, además de exhibir programas especiales con los mejores momentos.
El 16 de febrero de 2023, TV Bahia apoyó la primera transmisión del Carnaval de Salvador por TV Globo. Fue exhibida la actuación de la cantante y presentadora Ivete Sangalo en el especial Trio Pipoca da Ivete, marcando la apertura de las fiestas. Los primeros 30 minutos del desfile en el circuito Barra-Ondina fueron transmitidos nacionalmente, mientras que la afiliada continuó exhibiendo el evento hasta el inicio de la repetición de la telenovela O Rei do Gado en Vale a Pena Ver de Novo, además de generar la transmisión para Globoplay. La grabación de una escena de la telenovela Vai na Fé con Ivete y el personaje Lui Lorenzo, interpretado por el actor José Loreto, también fue exhibida en directo por la estación.

### Transmisiones deportivas
TV Bahia es responsable de generar localmente parte de las transmisiones de los partidos de los clubes de fútbol de Bahia como anfitriones de la Copa de Brasil y del Campeonato Brasileño (series A y B), cuando Globo posee los derechos de transmisión de estas competiciones. El equipo principal de transmisiones deportivas de la emisora está compuesto por Thiago Mastroianni en la narración y Gustavo Castelucci en los comentarios, además de Renan Pinheiro, Tiago Reis y Sérgio Pinheiro en los reportajes.
En los primeros tiempos, las retransmisiones deportivas locales en TV Bahia se hacían esporádicamente, cuando las cadenas Manchete y Globo tenían los derechos de las competiciones en las que se disputaban los partidos locales. En 1997, la Federación Bahiana de Fútbol (FBF) firmó un contrato de retransmisión del Campeonato de Fútbol de Bahía con SporTV, el canal de pago de Globosat. Con el acuerdo, algunos de los partidos tuvieron derechos de retransmisión gratuitos para la filial de Globo. Los derechos del Baianão siguieron con SporTV hasta 2005, y consecuentemente las transmisiones puntuales de algunos partidos por TV Bahia también siguieron hasta ese año. En 2006, debido a la falta de acuerdo entre la FBF y Globosat, el campeonato no tuvo retransmisión oficial por televisión. La presencia del campeonato en televisión se limitó a la exhibición de algunos partidos por TVE Bahia y TV Salvador, emisora independiente de Rede Bahia.
TV Bahia adquirió por primera vez los derechos de emisión del Campeonato de Fútbol de Bahía en 2011, en sustitución de TV Itapoan, que lo emitía desde 2007. En los dos primeros meses, la emisora registró un aumento de audiencia del 30% en la franja horaria, donde se emitía el Campeonato Paulista. La estación continuó transmitiendo oficialmente la competición hasta 2020, al no haber renovado su contrato con la Federación Bahiana de Fútbol para los años siguientes. Fue sustituida por TVE Bahía, que pasó a ser la emisora oficial del campeonato a partir de 2021.
El 2 de marzo de 2022, se anunció que TV Bahia, así como los canales pagos y las plataformas de streaming del Grupo Globo, transmitirían los partidos del Vitória en la serie C del Campeonato Brasileño. El club bahiano se acogió a una cláusula de su contrato firmado con el conglomerado carioca, basada en la Ley del Mandante. Con el acuerdo, los duelos jugados en el Barradão tenían transmisión exclusiva por los vehículos de Globo, incluyendo la filial, mientras que los demás partidos quedaban en manos del servicio DAZN, que tenía los derechos de la competición para el año 2022.

## Equipo

### Miembros actuales
Actualmente, TV Bahia cuenta con un equipo de 33 profesionales que aparecen en la programación. Son 13 presentadores y 20 reporteros, distribuidos entre los sectores de periodismo, deportes y entretenimiento de la emisora. El sector con mayor número de integrantes es el periodismo, equivalente al 52% de los colaboradores.

#### Presentadores
- Aldri Anunciação[173]
- Danilo Ribeiro[174]
- Camila Oliveira[175]
- Fernando Sodake[176]
- Georgina Maynart[177]
- Jessica Senra[178]
- Luana Souza[179]
- Maria Menezes[180]
- Paula Magalhães[181]
- Pablo Vasconcelos[182]
- Ricardo Ishmael[183]
- Thiago Mastroianni[184]
- Vanderson Nascimento[185]

#### Reporteros
- Adriana Oliveira[186]
- Andréa Silva[187]
- Camila Marinho[188]
- Eduardo Oliveira[189]
- Felipe Oliveira[190]
- Filipe Costa[191]
- Gabrielle Gomes[192]
- Giana Mattiazzi[193]
- Juliana Cavalcante[194]
- Lisboa Júnior[195]
- Lucas Almeida[196]
- Mauro Anchieta[197]
- Müller Nunes[198]
- Luana Assiz[199]
- Phael Fernandes[200]
- Renan Pinheiro[201]
- Sérgio Pinheiro[202]
- Tarsilla Alvarindo[203]
- Tiago Reis[204]
- Victor Silveira[205]

### Antiguos miembros
A continuación se enumeran algunos de los presentadores y reporteros que han formado parte del equipo de TV Bahia. Los profesionales más antiguos de la lista son Cristina Barude, Ivan Pedro y Paulo Gil, que estuvieran en la emisora desde su inauguración, el 10 de marzo de 1985.
- Acácia Lirya[206]
- Adriana Quadros[207]
- Adriano Kirche[208]
- Alessandro Timbó[209]
- Alexandre Leal[210]
- Ana Borges[211]
- Andrea Prass[212]
- Anna Valéria[43]
- Briza Menezes[213]
- Camilla Sales[214]
- Carlos Lacerda Neto[215]
- Carlos Viana[216]
- Casemiro Neto[217]
- Christina Miranda[218]
- Clara Albuquerque[219]
- Cristina Barude[220]
- Darino Sena[221]
- Denis Rivera[222]
- Emmerson José[223]
- Fabiana Ferraz[208]
- Flávia Mendonça[224]
- Genildo Lawinscky[225]
- Giácomo Mancini[226]
- Gustavo Castelucci[227]
- Ivan Andrade[228]
- Ivan Pedro[229]
- Jackson Costa[230]
- Jefferson Beltrão[231]
- Jéssica Smetak[232]
- Júnia Melo[233]
- Jony Torres[234]
- Jorge Allan Vivas[235]
- Jorge Portugal[236]
- José Eduardo[237]
- José Raimundo[238]
- Karla Burlacchini[239]
- Kátia Guzzo[240]
- Liliane Reis[241]
- Lívia Calmon[242]
- Marcus Pimenta[243]
- Mariana Aragão[244]
- Matheus Carvalho[221]
- Michelle Marie Magalhães[245]
- Naiá Braga[246]
- Patrícia Abreu[247]
- Patrícia Nobre[226]
- Paula Trainer[248]
- Paulo Brandão[249]
- Paulo Gil[64]
- Paulo Lafene[250]
- Paulo Renato Soares[251]
- Pedro Canísio[252]
- Pedro Sento Sé[253]
- Ramon Ferraz[254]
- Raphael Marques[234]
- Raquel Porto Alegre[255]
- Regina Coeli[256]
- Renata Menezes[257]
- Renato Aguiar[258]
- Ricardo Fontes[259]
- Robson do Val[260]
- Silvana Freire[7]
- Silvia Resende[261]
- Thaic Carvalho[262]
- Valber Carvalho[263]
- Wagner Moura[245]
- Wanda Chase[264]